# Лејк Дејвис (Калифорнија)
Лејк Дејвис (енгл. Lake Davis) насељено је место без административног статуса у америчкој савезној држави Калифорнија.

## Демографија
По попису из 2010. године број становника је 45, што је 22 (95,7%) становника више него 2000. године.
| Група             | 2000.      | 2010.      |
| Белци             | 20 (87,0%) | 43 (95,6%) |
| Афроамериканци    | 1 (4,3%)   | 0 (0,0%)   |
| Азијати           | 0 (0,0%)   | 0 (0,0%)   |
| Хиспаноамериканци | 2 (8,7%)   | 2 (4,4%)   |
| Укупно            | 23         | 45         |